# 北沙洲
北沙洲（英语：North Sand）位于南海西沙群岛的宣德群岛中，南岛以南，因位于中沙洲以北，故名。北宽南窄，长约300米，最宽处80米，面积约0.02平方公里，海拔约3米。1947年和1983年公布名称为“北沙洲”。中国渔民称其为“红草三”。
北沙洲现有中华人民共和国政府实际控制，行政上划归海南省三沙市七连屿管理委员会管辖。越南政府亦声称拥有其主权。